# Alex Puccio
Alex Puccio (geboren als Alexandrea Elizabeth Cocca; * 15. Juni 1989 in McKinney, Texas) ist eine amerikanische Sportkletterin. Sie nimmt an Boulderwettkämpfen teil und ist bekannt für das Klettern von Bouldern im hohen Schwierigkeitsbereich.

## Karriere
Puccio begann 2002 zu klettern. Ihr Wettkampfdebüt fand bei der US-Nationalmeisterschaft im Jahr 2006 statt, die sie gewann. Diesen Titel gewann sie insgesamt elf Mal. Sie landete regelmäßig auf dem Weltcup-Podium. Beim Weltcup in Vail, USA wurde sie 2009 und 2018 Erste. 2011 und 2013 wurde sie Dritte in der Weltcup-Gesamtwertung. 2014 wurde sie Vizeweltmeisterin. Sie gewann zudem 2012 und 2017 das adidas Rockstars in Stuttgart, Deutschland und 2012, 2013 und 2014 das Rockmaster in Arco, Italien.
Draußen am Fels kletterte Puccio ihren ersten 8B/V13-Boulder im Jahr 2014. Einen Monat später gelang ihr mit Jade der erste 8B+/V14-Boulder. Damit war sie die vierte Frau, die einen Boulder in diesem Schwierigkeitsgrad schaffte. Heute hat sie bereits über 250 Boulder im Schwierigkeitsgrad 8A/V11 oder darüber geklettert, darunter etliche erste Frauenbegehungen.

## Erfolge (Auswahl)

### Wettkampfklettern
- Vizeweltmeisterin 2014[3]
- 3. Platz Weltcup-Gesamtwertung 2011 und 2013[3]
- 1. Platz Weltcup in Vail, USA 2009 und 2018[3]
- 2 × Gewinnerin des adidas Rockstars (2012 und 2017)[4]
- 3 × Gewinnerin des Rockmasters in Arco (2012, 2013 und 2014)[3]
- 11 × Gewinnerin der Nationalmeisterschaft der USA[3]

### Boulder

#### 8B+/V14
- Jade – Rocky Mountains, USA – 2014 – erste Frauenbegehung[1]
- The Wheel of Chaos – Rocky Mountains, USA – 20. September 2014 – erste Frauenbegehung
- New Base Line – Magic Wood, Schweiz – September 2017[5]
- Penrose Step – Leavenworth, USA – 3. April 2018[6]
- Super Low Chimichanga Right – Coal Creek, USA – Mai 2020 – Erstbegehung[7]
- Hailstorm – Ogden, USA – März 2022[8]

#### 8B/V13
- Top Notch – Colorado, USA – 1. Juli 2014[1]
- Nuthin But Sunshine – Colorado, USA – 7. Juli 2014[1]
- Slashface – Hueci, USA – 20. Februar 2016 – erste Frauenbegehung[9]
- Nagual – Hueci, USA – 21. Februar 2016 – erste Frauenbegehung[9]
- Teacup – Leavenworth, USA – 2017[10]
- Amber – Val Bavona, Schweiz – Mai 2019[11]
- Chimichanga – Coal Creek, USA – Juni 2019
- Steppenwolf – Magic Wood, Schweiz – Mai 2022[12]